# Landschaftsverband Hameln-Pyrmont

Zuständigkeitsbereich des Landschaftsverbandes Hameln-Pyrmont (dunkelrot) in Niedersachsen

Der Landschaftsverband Hameln-Pyrmont ist ein eingetragener Verein in Niedersachsen. Er besitzt den gesetzlichen Auftrag zur regionalen Kulturförderung.
Er zählt zu Landschaftsverbänden in Niedersachsen und wurde 1996 gegründet. Sein Wirkungsbereich umfasst den Landkreis Hameln-Pyrmont und damit die touristisch bedeutsamen Städte Hameln, Bad Pyrmont und zentrale Bereiche des Weserberglandes.

## Aufgaben
Der Landschaftsverband besitzt wie die anderen Landschaften und Landschaftsverbände in Niedersachsen hauptsächlich kulturpolitische Aufgaben. Er besitzt die Rechtsform eines eingetragenen Vereines und nimmt im Auftrage ihrer Gebietskörperschaften und des Landes Niedersachsen zentrale kommunale und dezentrale staatliche Aufgaben auf den Gebieten der Kultur, Wissenschaft und Bildung wahr und betreibt dazu entsprechende Einrichtungen.